# Lokpaikat (kecamatan)
Lokpaikat (indonez. Kecamatan Lokpaikat) – kecamatan w kabupatenie Tapin w prowincji Borneo Południowe w Indonezji.
Kecamatan ten graniczy od północy i północnego wschodu z kabupatenem Hulu Sungai Selatan, od południowego wschodu z kecamatanem Piani, od południa z kecamatanem Bungur, a od zachodu z kecamantanami Tapin Utara i Bakarangan.
W 2010 roku kecamatan ten zamieszkiwało 8 904 osób, z których 4 439 stanowili mężczyźni, a 4 465 kobiety. 8 811 osób wyznawało islam.
Znajdują się tutaj miejscowości: Ayunan Papan, Bataratat, Binderang, Bitahan, Bitahan Baru, Budi Mulya, Lokpaikat, Parandakan, Puncak Harapan.